# كانتون لوماس دي سارجنتيلو
كانتون لوماس دي سارجنتيلو (بالإنجليزية: Lomas de Sargentillo Canton)‏ هو كانتون في الإكوادور، يتبع مقاطعة غاياس. بلغ عدد سكانه في تعداد عام 2001 14,194 نسمة.

## السكان
المجموعات العرقية في التعداد الإكوادوري لعام 2010:
| العرقية               | النسبة |
| --------------------- | ------ |
| ميستيثو               | 60.8%  |
| مونتوبيو              | 28.4%  |
| الإكوادوريون الأفارقة | 6.4%   |
| اللاتينيون            | 4.3%   |
| السكان الأصليون       | 0.0%   |
| أخرى                  | 0.2%   |